# JYP娛樂
JYP娛樂（韓語：(주)제이와이피엔터테인먼트，簡稱：JYPE）是韓國具知名度的娛樂公司，為朴軫永於1997年11月創立的藝人經紀公司，2011年2月23日和J.Tune娛樂合併後成為上市公司。
朴軫永在親友協助下以5,000萬韓元於1997年11月註冊了「泰宏企劃股份有限公司」（태홍기획주식회사）的小型經紀公司，公司發展至2001年正式更名為「JYP娛樂」。公司分為娛樂管理部、唱片業務部、數位內容部三大部門。隨著網絡和電信事業逐漸大眾化，JYP娛樂在2003年投入200億元資金與SK電信合作，開發MobileArt產業。
目前JYP旗下除了包括朴軫永本人等藝人，也在日本由子公司JYP Japan與索尼音樂合作推出藝人，在美國則由子公司JYP USA跟聯眾唱片合作。JYP娛樂旗下歌手或團體的部分音樂作品，只要是朴軫永製作的歌曲，開頭間奏會唱出「JYP」（既是公司名稱，也是創辦人朴軫永的羅馬拼音字母簡稱）。

## 歷史沿革

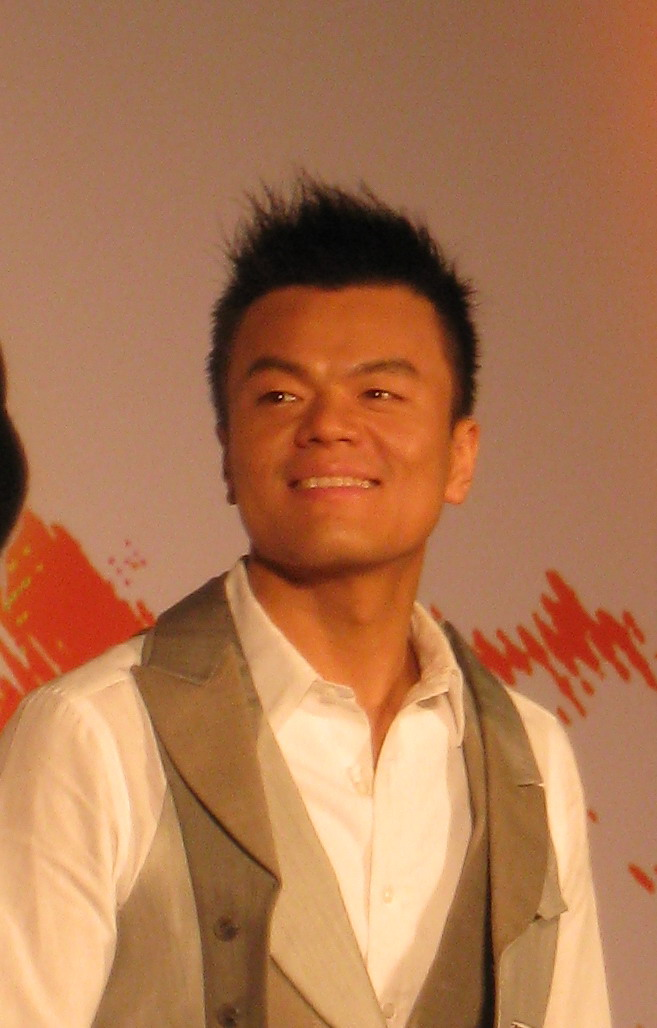
創辦人朴軫永

### 1997年－2001年：起步
1997年朴軫永在音樂方面有自己的想法，遂決定用5000萬韓圓註冊一間名為「泰宏企劃株式會社」的經紀公司，11月登記為JYPE法人。1999年1月13日與SidusHQ合作推出首支5人男子團體g.o.d，以一曲《致母親》獲得高人氣。2000年女歌手朴志胤憑《成年禮》走紅。2001年4月將公司名稱變更為「JYP娛樂」。

### 2002年－2009年
2002年4月28日男歌手Rain正式出道。2002年10月10日女歌手Star正式出道。2007年2月10日女團Wonder Girls出道。2007年6月「JYP USA」正式在紐約市成立，其後於2008年9月19日在北京成立「傑杰偉品文化交流有限公司」，開拓中國市場。2008年7月11日男團2AM出道（初期由Cube娛樂經營管理，至2009年才轉回JYP娛樂管理）。2008年9月4日男團2PM出道。

### 2010年－2013年：整併
2010年7月1日女團miss A出道。7月初Rain拋售J.Tune娛樂的股票，後與朴軫永協商，希望入伍前將公司交給朴軫永管理。12月28日朴軫永與部分JYP娛樂員工，以第三方配股增資方式投入J.Tune娛樂約85億韓元，成為J.Tune娛樂的最大股東。12月30日朴軫永及miss A4位成員皆和J.Tune娛樂簽署合約。
2011年2月16日J.Tune娛樂召開臨時股東大會，通過JYP娛樂和J.Tune娛樂合併案，2月23日生效，合併後更名為JYP娛樂，JYP娛樂因此成為上市公司，而原本的JYP娛樂改名為JYP（(주)제이와이피）。4月8日由裴勇俊創辦的Keyeast宣佈和JYP娛樂合作成立「United Asia Management」國際經紀人公司，另外還有AM娛樂、Star J娛樂、YG娛樂及SM娛樂四間合作公司。8月29日設立子公司JYP Foods Inc.。10月成立另一間子公司JYP Creative Inc.。
2012年5月20日男團JJ Project出道，推出首張單曲《Bounce》。9月10日女歌手白娥娟出道。9月26日與男演員崔宇植、朴柱亨簽約。10月5日15&出道。
2013年8月12日釋出善美〈24 hours〉預告照片，8月22日正式以個人歌手身分重返歌壇。9月13日官網發布臨時股東大會通過JYP娛樂和JYP合併案，10月17日正式生效，鄭旭表示合併後會拓展戲劇、電影和音樂劇製作，並且與更多演員簽約，還會推出四組偶像團體，未來將縮減美國市場的投資，轉而擴大進軍日本市場，另外，演唱會不再由CJ集團籌備，會自行成立演唱會製作團隊，這些改變預計會為JYP娛樂增加更多利潤。10月29日JYP Pictures和中國東方演藝集團簽約，雙方將共同製作電影。12月9日子公司AQ娛樂結束營運，原旗下藝人miss A和白娥娟僅隸屬於JYP娛樂。12月24日JYP娛樂表示將推出七人新男團。

### 2014年－2015年：改革
2014年1月1日宣布GOT7出道消息，1月3日起陸續公開成員，1月9日和1月13日各釋出一個預告影片，1月16日GOT7正式出道，主打歌曲為<Girls Girls Girls>，為JYP娛樂旗下首支嘻哈男子團體。2月25日和百度簽署音源合約，有助於進入中國市場。JYP娛樂透露JYP Pictures和中國東方演藝集團共同製作的電影《握緊你的手》，男主角由JYP娛樂所屬藝人魏大勛擔任，燦盛客串演出。JYP Pictures和東陽天世文化傳播一同製作的網路劇《Dream Knight》，8月底正式開拍，由GOT7成員主演。10月12日Bernard Park攜迷你專輯《我...》正式出道。
2015年1月8日，朴軫永在推特上表示成立新的子公司Studio J，首位旗下藝人為1月9日出道的G.Soul，該子公司的音樂類型會更深層且多樣化。1月份和JOO的合約結束，其將另尋經紀公司。3月26日，2AM三位成員選擇離開公司，僅趙權續約，JYP娛樂表示尊重他們的選擇，但2AM並不會解散。
原本預計在2015年上半年出道的女團「6MIX」，最後因為世越號事件，成員出道推遲，之後部分成員離開JYPE，剩下原本要出道的 娜璉 定延 敏英 志效 湊崎紗夏，出道無緣，取消6MIX出道計畫。出道計畫改成以《SIXTEEN》選拔成員
4月10日，JYP娛樂表示將和Mnet推出新女團選秀節目《SIXTEEN》，節目於5月5日開始播出；7月7日最終先選拔出7位成員，而朴軫永表示為了使TWICE成為更加完美的團體，決定追加兩名成員，組成新女團「TWICE」，預計2015年下半年出道。7月20日JYP娛樂發表官方聲明，確認昭熙與先藝退出Wonder Girls。9月7日推出首支6人男子樂團DAY6，以首張迷你專輯《The Day》正式出道。10月20日，TWICE發行首張迷你專輯《THE STORY BEGINS》，出道主打歌曲為〈Like OOH-AHH〉。
5月17日與總公司位於香港的椰子製品企業“Jax Coco”攜手進軍韓國市場。JYP和Jax Coco計劃在韓國主要百貨商店和高級超市推出椰子油、椰子片等相關産品。

### 2016年
5月20日，miss A中國成員Jia與JYP娛樂合約期滿未續約，JYP娛樂表示：「公司為她的將來加油，希望她能有一個更加美好光明的未來。」；miss A另一位中國成員Fei則再續約。5月30日JYP娛樂宣布舉辦家族演唱會，8月6日及8月7日首場會在首爾開唱。

### 2017年
JYP表示2017年不推新團，並與全昭彌簽訂專屬藝人合約，在I.O.I解散後，專注在個人主持及演藝工作、學業和跆拳道四段訓練。1月26日譽恩、宣美為拓展未來新方向決定不續約，女團Wonder Girls宣告解散，並在2月10日發表最後的十周年數位單曲《描繪그려줘》，Wonder Girls正式畫下句點。JYP透露將把公司總部搬至奧運公園附近的大型大廈。7月28日與Dailymotion簽訂正式合作關係，並將為JYP的藝人開設官方頻道，包括朴軫永(JYP)、2PM，白娥娟、GOT7、NakJoon、DAY6和TWICE等。8月3日，JYP發聲明表示miss A成員秀智已決定續約，將繼續以個人歌手及演員身份合作發展。9月1日，由JYP子公司北京傑偉品文化與騰訊音樂娛樂集團合資創辦的新聲娛樂 NCC Entertainment推出首組中國嘻哈男團BOY STORY並發表首支先行曲《HOW OLD R U》及MV。9月21日，JYP公開表示，將與Mnet一起在10月17日推出全新選秀節目定名《Stray Kids》甄選下一個能夠接棒2PM、GOT7、TWICE的新男團。9月22日，趙權約滿退社。10月7日，公開Stray Kids的先行曲《Hellevator》的MV。11月9日，miss A成員Min約滿退社。12月27日，宣布女團miss A解散。

### 2018年:「JYP 2.0[51]」
Stray Kids成員確定為9人，1月8日發行出道先行專輯《Mixtape》。 1月31日，2PM成員（除正在當兵的澤演將在退伍後商議合約）自2015年首度續約後，完成二次續約，身為當時社內最資深團體，翌日被任命為理事。1月31日，與SM娛樂和Big Hit娛樂攜手，為改善音樂市場結構、建立新產品創作與生產的正向循環，致力打造更有效率、更貼近社會生態，並提供不同於當前的新形態音樂服務而與 SK 電訊子公司 iRiver 簽約。三社旗下藝人的專輯、音源等音樂產品將自2月1日起由 iRiver負責 B2B 流通。三社也脫離現有音樂發行規則，不僅是負責企劃、製作的管理者，也將參與音樂產品的流通。
JYP娛樂於2月1日獲第2屆演藝製作人協會大賞獲頒「製作人獎」。2月12日獲英國金融時報（Financial Times）評選 為2018 年「亞太地區（APAC）前 1000 大高成長企業」第177名（上榜企業的總部須設於亞太地區，並於 2013 至 2016 年間的營業額成長率位居前 1000 名）。3月25日男團Stray Kids出道。
4月18日媒體披露JYP娛樂自去年下半年度陸續收到來自美國、日本和新加坡等機構的投資考察邀請而舉辦海外投資人會議(NDR)，4月13日舉辦日本場，預定6月舉辦香港及新加坡場次，至此外資持股比率已增至7.4%。5月2日，韓國媒體Dispatch爆出朴軫永與好友裴勇浚疑似與2014年世越號沉沒事故相關的異端教派有私交，並公布宣教關鍵字的節錄錄音和聚會時照片，JYP娛樂股票應聲暴跌，朴軫永當日即透過個人SNS親自否認並說明是同好者的聖經研習會，股價在收盤前迅速漲回，遭影射教派也在其他節目受訪時否認，稱未見過朴軫永。
6月21日朴軫永在SparkLabs Demoday11的演講中公開「JYP 2.0」計畫，將在7月完成搬遷至新購入的企業總部大樓（江東區），大樓占地1174㎡ ，14層樓高（地上10層+地下4層），連同後方停車場以202億韓元購入後再斥資79億整修及裝潢，內部規畫9間練舞室、18間聲樂練習室、7間製作工作室、11間錄音室、2間混音室、演員練習室、員工餐廳（採用有機食材）、豪華天臺及對外營業的有機複合餐飲咖啡店(1樓Soul Cup)等。7月19日在公開的簽約儀式中，宣布聯手SM、YG、Big Hit、MYSTIC、FNC、StarEmpire等6家公司成立新音樂服務公司(暫名“Music & Creative Partners Asia股份有限公司”，簡稱MCPA公司)，以負責K-POP MV在全球影音平臺上的流通和管理，該公司將為7大公司與YouTube等全球影音平臺的MV流通及管理窗口，並自創流通平臺及拓展新事業領域，期能提高韓樂和從業者的國際競爭力，發展為亞洲代表性的音樂服務公司。
7月25日，玉澤演與蘇志燮創辦的企劃社51K簽約，退社未退團，以2PM一員身分的歌手活動仍由JYP娛樂負責，51K也將全力配合玉澤演在2PM的活動。8月20日，宣布與全昭彌經協議後解除合約。9月21日，專為海外市場打造，全員編制皆為當地人，且均齡12歲的男團BOY STORY在中國出道並公布出道曲《Enough》MV。9月23日，公司股票總市值達 1 兆 2774 億韓元，超越SM娛樂，在股票市值方面躍升為三大娛樂公司之首並刷新演藝經紀公司最高時價總額。11月7日，2012年設置的演員部門簽約的元老演員崔宇植6年合約期滿後退社。Fei合约期满未续约。

### 2019年－2022年：擴展事務

#### 2019年
1月14日表示新女團出道MV已拍攝完成，正進行最後出道準備，出道時間、團名及成員會再公開。
2019年1月20日，官方網站開啟，官方YouTube頻道上傳，公開新女團「ITZY」，同日《超級實習生》節目首播，為選拔和晉用實習生的實鏡節目，在6週實習結束後，合格者可成為JYP娛樂的正式員工，負責藝人行銷管理部門。
2月7日，公開與日本Sony Music合作，展開「Nizi（彩虹）計畫」，將在日本各地及夏威夷和洛杉磯舉辦甄選，最後將在東京選出年齡15至22實歲，有日語能力的20位女孩，自10月起為2020年4月播出的選秀節目錄影，並赴韓國JYP大樓進行6個月舞蹈、歌唱、體能、藝能及品格等培訓，預定於2020年11月，以J-Pop女團型態在日本出道。
2月12日新女團ITZY以《IT’z Different》正式出道
3月31日，續約過一次的秀智9年合约期满離社，JYP娛樂表示：「秀智在JYP 9年的時間，為此表示衷心的感謝。雖然雙方合作已結束，但JYP今後亦會繼續支持秀智。」
4月，女演員宋昰昀6年合约期满未续约。
9月1日起，於2012年創立的JYP演員部門旗下的演員尹博、辛睿恩、申银秀、姜勋、金东希和李灿善將轉移到副社長表宗錄(出售持有0.11JYP娛樂股票)創辦的演員企劃、電視劇及電影製作公司npio娛樂，6位演員與JYP維持合約期間，JYP與npio娛樂共同管理經紀業務。其他演員經過協議終止合約，可自行尋覓新公司。

#### 2020年
1月28日，宥斌、惠林約滿退社。
6月26日，NiziU成軍，7月1日推出出道前EP《Make You Happy》。
12月2日，NiziU出道，12月2日推出出道EP《Step and a step》。

#### 2021年
1月11日，宣佈GOT7全員的合約將於1月19日屆滿，而全員不會續約。JYP娛樂方面表示：「雙方為了祈願新的未來，在協議下決定不續約。雖然雙方的緣份已結束，但JYP娛樂會衷心為GOT7成員未來的發展應援。」
8月31日，Stray Kids於8月23日所發行的正規2輯《NOEASY》在Gaon排行榜累計出貨量突破110萬張，創下JYP娛樂首張百萬專輯銷量紀錄，成為「JYP首位百萬銷量藝人」。
9月7日，旗下女團TWICE的MV〈TT〉突破6億觀看次數，為TWICE首個達6億觀看次數的MV，同時也是所屬公司頻道首個達到6億觀看次數的影片。
12月6日，旗下新樂隊Xdinary Heroes發表單曲《Happy Death Day》出道。

#### 2022年
1月26日，JYP娛樂於各社交帳號正式公開新女團的組合名稱為「NMIXX」以及官方標誌。
2月4日，於美國成立分公司JYP USA。
2月22日，女团NMIXX以第一张单曲专辑《AD MARE》出道。
3月30日，Stray Kids於3月18日所發行的迷你6輯《ODDINARY》在美國告示牌於當地時間29日公開的榜單中在「Billboard 200」空降第一，創下JYP娛樂首位於告示牌主要榜單獲得冠軍的紀錄。
6月24日，娜璉以首張個人迷你專輯《IM NAYEON》Solo出道，主打歌為〈POP!〉。娜璉個人單曲〈POP!〉空降Spotify Top Artists Japan 88名，成為歷史上唯一團和成員solo同時在榜的韓國女團。《IM NAYEON》首周以5.6萬專輯銷量空降Billboard 200 專輯榜第7名及實銷榜第1名，成為歷史首位進入Billboard 200 專輯榜前十的韓國solo歌手，也是該榜韓國solo藝人最高排名，刷新韓國藝人紀錄。
7月12日，經紀公司JYP娛樂宣布TWICE全員續約，為JYP娛樂第一組全員續約的女團。
娜璉 spotify每月聽眾超過600萬，在25天內打破之前由TWICE 創下並保持的記錄(818天)，成為JYP最快到達此成就的藝人。
娜璉 spotify每月聽眾超過700萬，在36天內打破之前由TWICE 創下並保持的記錄(958天)，成為JYP最快到達此成就的藝人。
在音樂串流平台Spotify於2022年公布的數據顯示，TWICE的歌曲自2018年上架平台後，僅用1797天播放量便突破60億，成為僅次於BTS第二快達成紀錄的韓國團體，也是最快達成紀錄的韓國女團，成績非常亮眼。

#### 2023年
1月31日，TWICE在Spotify Top Artists USA入榜100天，為首個達成此成就的韓國女團。同時〈MOONLIGHT SUNRISE〉在美國Billboard Hot 100獲得第84名，為第二次進入此榜單。
8月18日，志效以首張迷你專輯《ZONE》Solo出道，是團體內第二位以個人身份出道的成員。
8月24日，TWICE的歌曲自2018年上架Spotify平台後，用1971天播放量突破70億，韓國女團最快達成。
9月22日，和美國唱片公司《Republic Records》聯合發起的女子偶像團體選拔及生存實境節目《A2K》公佈新女團的名稱為《VCHA》。
10月30日，NiziU發行第一張韓語單曲專輯《Press Play》在韓國正式出道。
11月21日，Stray Kids以〈樂-STAR〉專輯第四次獲得「Billboard 200」榜首，並首次以歌曲〈樂 (LALALALA)〉進入「Billboard Hot100」第90名，為K-POP第二組進入該榜單之男子團體。
12月15日，和日本唱片公司Sony Music聯合發起的男子偶像團體選拔及生存實境節目節目《Nizi Project Season 2》公佈新男團的名字為《NEXZ》。

#### 2024年
1月26日，VCHA以首支數位單曲《Girls of the Year》正式出道。
5月20日，NEXZ以首支數位單曲《Ride the Vibe》，在韓國正式出道。
8月21日，NEXZ發行首張EP《Ride the Vibe (Japanese Ver.) / Keep on Moving》，在日本正式出道。
9月6日，子瑜 以《abouTZU》Solo出道，是團體內第三位以個人身份出道的成員。。

#### 2025年
2025年，JYP娛樂投資EDEN娛樂，以31億韓元取得20%的優先股，成為EDEN的第二大股東。EDEN的代表為曾擔任JYP副社長的趙慧成，是EDEN的最大股東。
1月20日，男團KickFlip以首張迷你專輯《Flip it, Kick it!》出道。

## 子公司、關聯公司
未標示%為100%持股 (2022年11月11日)
- JYP 360（韓國）
地址：首爾特別市江東區江東大路（朝鲜语：강동대로）199號 大城大廈7樓（城內洞（朝鲜语：성내동））
- JYP Pictures（韓國）
地址：首爾市江南區島山大路537號Woon-chon Building 4層
- JYP Publishing（韓國）
地址：首爾特別市江東區江東大路（朝鲜语：강동대로）205號（城內洞（朝鲜语：성내동）448-13,JYP Center大樓）
  - JYP Publishing USA（美國）
- JYP Entertainment Japan （日本）
地址：東京都港區南青山四丁目1番6號（SEVEN南青山大廈5樓）
- JYP USA（美國）
地址：3131 CAHUENGA BLVD W,LOS ANGELES,CA,90068
- JYP Entertainment HK（香港）
  - 北京文化交流（BEIJING Cultural Exchange，中國）（75%[註 1]）
地址：北京市朝陽区阜通東大街悠樂匯E座1007室
    - 泛领文化传媒（FANLING Culture Media，中國）（75％[註 2]）
地址：中國天津市武清區京津電子商務產業園綜合辦公樓1293號 
旗下藝人：姚琛、奔赴少年CIIU
    - 北京新聲娛樂（BEIJING SHINSUNG Ent，中國）（32％[註 2]）
由北京文化交流有限公司及騰訊音樂娛樂集團（TME）合資成立。旗下藝人：男團BOY STORY[註 3]。
- INNIT娛樂（韓國）
- EDEN娛樂（韓國）（20％）

### 已結束營運
- JYP Foods, Inc.（美國）
地址：8W 36TH Street New York
- AQ Entertainment（韓國）
地址：首爾特別市江南區清潭洞123-49號3樓
- JYP娛樂（舊址）（韓國）
地址：首爾特別市江南區(清潭洞)狎鷗亭路79街41號（配合企業總部搬遷作業陸續遷出）
- JYP娛樂（舊址）（韓國）
地址：首爾特別市江南區(清潭洞)島山大路537號3樓（配合企業總部搬遷作業陸續遷出）
- JYP Publishing（舊址）（韓國）
地址：首爾特別市江南區狎鷗亭路79街41號JYP中心（配合企業總部搬遷作業陸續遷出）
- JYP娛樂版權流通公司：2018年與索尼音樂娛樂(簡稱索尼音樂，即Sony Music)旗下版權流通公司The Orchard達成全球流通業務代理的合作協議（不包含中國大陸地區），階段性任務告結而結束營業。

## 旗下藝人、創作者及製作人

### JYP總部
團體
- 隊長以粗斜體顯示。
- 以出道日期排序。
- 藝人由ONE Label（一本部）、BLU:M（二本部）、STRIDE（三本部）、SQU4D及樂團部門Studio J運營。[85]

| 出道日期       | 出道日期       | 團體名稱       | 性別 | 所屬本部  | 成員                                                     | 粉絲名稱 |
|                | 日本           | 團體名稱       | 性別 | 所屬本部  | 成員                                                     | 粉絲名稱 |
| 2008年9月4日   | 2010年12月8日  | 2PM            | 男   | ONE Label | Jun. K · Nichkhun · 澤演 祐榮 · 俊昊 · 燦盛              | HOTTEST  |
| 2015年9月7日   | 2018年3月14日  | DAY6           | 男   | Studio J  | 晟鎮 · Young K 元弼 · 度云                               | MY DAY   |
| 2015年10月20日 | 2017年6月28日  | TWICE          | 女   | STRIDE    | 娜璉 · 定延 · Momo Sana · 志效 · Mina 多賢 · 彩瑛 · 子瑜 | ONCE     |
| 2018年3月25日  | 2020年3月18日  | Stray Kids     | 男   | ONE Label | 方燦 · Lee Know · 彰彬 · 鉉辰 HAN · Felix · 昇玟 · I.N   | STAY     |
| 2019年2月12日  | 2021年12月22日 | ITZY           | 女   | BLU:M     | 禮志 · Lia · 留眞 彩領 · 有娜                            | MIDZY    |
| 2021年12月6日  | 未出道         | Xdinary Heroes | 男   | Studio J  | 建逸 · 正洙 · Gaon O.de · Jun Han · 周演                 | VILLAINS |
| 2022年2月22日  | 未出道         | NMIXX          | 女   | SQU4D     | Lily · 海嫄 · Sullyoon Bae · 智友 · 圭珍                 | NSWER    |
| 2025年1月20日  | 未出道         | KickFlip       | 男   | STRIDE    | 啟訓 · Amaru · 東花 主汪 · 旻帝 · Keiju · 東玹           | WE FLIP  |

小分隊
| 出道日期      | 出道日期      | 團體名稱           | 性別 | 成員                  | 粉絲名稱 | 所屬本部  |
|               | 日本          | 團體名稱           | 性別 | 成員                  | 粉絲名稱 | 所屬本部  |
| —             | —             | 3RACHA             | 男   | 方燦 · 彰彬 · HAN     | STAY     | ONE Label |
| 2020年8月31日 | -             | DAY6 (Even of Day) | 男   | Young K · 元弼 · 度云 | MY DAY   | Studio J  |
| -             | 2023年7月26日 | MISAMO             | 女   | Momo · Sana · Mina    | ONCE     | STRIDE    |

SOLO歌手
| 出道日期      | 出道日期       | 出道日期       | 藝人     | 性別 | 粉絲名稱 |
|               | 日本           | 中国           | 藝人     | 性別 | 粉絲名稱 |
| ONE Label     |                |                |          |      |          |
| 2011年2月10日 | 2014年5月14日  | 未出道         | Jun. K   | 男   | HOTTEST  |
| 2019年2月18日 | 2018年12月19日 | 2015年12月20日 | Nichkhun | 男   | HOTTEST  |
| 2012年7月8日  | 2015年3月4日   | 未出道         | 祐榮     | 男   | HOTTEST  |
| BLU:M         |                |                |          | 男   | HOTTEST  |
| 2025年3月10日 | 未出道         | 未出道         | 黃禮志   | 女   | MIDZY    |
| STRIDE        |                |                |          |      |          |
| 1994年9月1日  | 未出道         | 未出道         | 朴軫永   | 男   | Soulmate |
| 2022年6月24日 | 未出道         | 未出道         | 娜璉     | 女   | ONCE     |
| 2023年8月18日 | 未出道         | 未出道         | 志效     | 女   | ONCE     |
| 2024年9月6日  | 未出道         | 未出道         | 子瑜     | 女   | ONCE     |
| Studio J      |                |                |          |      |          |
| 2021年9月6日  | 未出道         | 未出道         | Young K  | 男   | MY DAY   |
| 2022年2月7日  | 未出道         | 未出道         | 元弼     | 男   | MY DAY   |
| 2024年11月5日 | 未出道         | 未出道         | 晟鎮     | 男   | MY DAY   |

演員
(與JYP的合約期間，JYP與npio娛樂共同管理)
- 辛叡恩
- 金東希

|  |

### JYP JAPAN（Nizi Label）
團體
- 隊長以粗體顯示。
- NiziU為JYP娛樂（也由日本独家子品牌 Nizi Label 管理）與日本索尼音樂透過選秀節目《Nizi Project》共同打造的日本女子團體。
- NEXZ為JYP娛樂（也由日本独家子品牌 Nizi Label 管理）與日本索尼音樂透過選秀節目《Nizi Project Season 2》共同打造的日本男子團體。

| 出道日期      | 出道日期       | 團體名稱 | 性別 | 所屬本部  | 成員                                                        | 粉絲名稱 |
| 日本          |                | 團體名稱 | 性別 | 所屬本部  | 成員                                                        | 粉絲名稱 |
| 2020年12月2日 | 2023年10月30日 | NiziU    | 女   | ONE Label | Mako · Rio · Maya Riku · Ayaka · Mayuka Rima · Miihi · Nina | WithU    |
| 2024年8月21日 | 2024年5月20日  | NEXZ     | 男   | ONE Label | Tomoya · Yu · Haru · So Geon · Seita · Hyui · Yuki          | NEX2Y    |

### JYP USA
團體
- 隊長以粗體顯示。
- GIRLSET為JYP娛樂與聯眾唱片透過選秀節目《A2K》共同打造的美國女子團體。[86]

| 出道日期      | 出道日期 | 團體名稱 | 性別 | 所屬本部 | 成員                           | 粉絲名稱 |
| 美国          |          | 團體名稱 | 性別 | 所屬本部 | 成員                           | 粉絲名稱 |
| 2024年1月26日 | 未出道   | GIRLSET  | 女   | STRIDE   | Camila、Lexi、Kendall、Savanna |          |

### 北京新聲娛樂（合資公司）
團體
- 隊長以粗體顯示。

| 出道日期      | 出道日期      | 團體名稱  | 性別 | 成員                                  | 粉絲名稱 |
| 中国          |               | 團體名稱  | 性別 | 成員                                  | 粉絲名稱 |
| 2018年9月21日 | 2023年7月27日 | BOY STORY | 男   | 涵予 · 梓豪 · 鑫隆 澤宇 · 明睿 · 書漾 | BOSS     |

### 天津泛領文化傳媒有限公司
歌手
| 出道日期                                   | 出道日期      | 性別 | 姓名 | 粉絲名稱 |
| 中国                                       |               | 性別 | 姓名 | 粉絲名稱 |
| 2019年6月8日（R1SE） 2021年6月28日（個人） | 2023年12月1日 | 男   | 姚琛 | Cookies  |

团体
| 出道日期      | 出道日期 | 團體名稱     | 性別 | 成員                                            | 粉絲名稱 |
| 中国          |          | 團體名稱     | 性別 | 成員                                            | 粉絲名稱 |
| 2025年4月30日 | 未出道   | 奔赴少年CIIU | 男   | 罗言 · 李曦杰 · 黄文锦 白元昊 · 王天意 · 刘泽亨 | 暂无     |

## 已離開公司藝人
已離開歌手
| - 珍珠（1997 － 2000） - g.o.d（1999 － 2005） - 金泰宇（1998 - 2006） - 孫昊永（2003 - 2006） - 朴俊炯（2003 - 2006） - 尹啟相 (2003 -2006) - Danny Ahn (2003 - 2006) - 朴志胤（2000 － 2003） - 梁玄梁夏（2000 - 2004） - Noel（2002 - 2006） - Star（2002 - 2006） - Rain（2002 - 2007） - Wonder Girls（2007 - 2017） - 金泫雅（2006 - 2007） - 安昭熙（2006 - 2013） - 閔先藝（2006 - 2014） - 李宣美（2006 - 2017） - 朴譽恩（2006 - 2017） - 金婑斌（2007 - 2020） - 禹惠林（2010 - 2020） - One Two - 宋虎范（2004 - 2008） - 吳昌勳（2004 - 2008） - 2PM - 朴載範（2008 - 2010） - 玉澤演（2008 - 2018，團體約仍在JYP） - 黃燦盛（2006 - 2022，團體約仍在JYP） - 李俊昊（2008 - 2025，團體約及日本活動仍在JYP） - 劉忻（2008 - 2011） - 林正姬（2005 - 2012） - San E（2010 - 2013） - JOO（2008 - 2015） - NakJoon（2014 - 2022） | - 2AM（2008 - 2015，單飛不解散） - 李昶旻（2008 - 2015） - 任瑟雍（2008 - 2015） - 鄭珍雲（2008 - 2015） - 趙權（2008 - 2017) - DAY6 - 任晙赫（2015 - 2016） - Jae（2015 - 2021） - miss A（2010 - 2017） - Jia（2010 - 2016） - Min（2010 - 2017） - Fei（2010 - 2018） - Suzy（2010－2019） - G.Soul（2015 - 2017） - 全昭彌（2015 - 2018） - 白娥娟（2012 - 2019） - 15&（2012 - 2019） - 朴智敏（2012 - 2019） - 白艺潾（2012 - 2019） - Stray Kids - 宇珍（2018 - 2019） - GOT7（2014 - 2021，單飛不解散） - Mark（2014 - 2021） - JB（2012 - 2021） - Jackson（2014 - 2021） - 珍榮（2012 - 2021） - 榮宰（2014 - 2021） - BamBam（2014 - 2021） - 有謙（2014 - 2021） - NMIXX - Jinni（2022） - VCHA - KG（2024） |

已離開演員
| - 金東允（2003 - 2008） - 趙圭哲（2003 - 2008） - 李怜惟（2005 - 2008） - 韓秀妍（2005 - 2008） - 林素英（2005 - 2008） - 朴智彬（2007 - 2008） - 金賀恩（2007 - 2010） - 金素英（2009 - 2013） - 李廷鎮（2012 - 2015） - 鄭潤鮮（2013 - 2015） - 金太勳（2014 - 2017） - 閔孝琳（2014 - 2017） - 魏大勛（2014 - 2017） - 金叡園（2015 - 2018） - 崔宇植（2012 - 2018） - 宋昰昀（2013 - 2019） | - 趙怡賢（2017 - 2019） - 鄭乾柱（2017 - 2019） - 朴柱亨（2012 - 2019） - 姜倫制（2017-2019） - 金鐘炆（2015-2019） - 李基赫（2016 - 2019） - 南成俊（2016 - 2019） - 張東周（2018 - 2019） - 金志珉（2013 - 2019） - 張姬令（2014 - 2019） - 柳垣（2015 - 2019） - 朴珪瑛（2016 - 2019） - 朴蒔恩（2017 - 2019） - 金宥安（2017 - 2019） - 李知炫（2018 - 2019） - 尹博（2013 - 2021） |

### 已離開練習生（選秀後未簽約入社者不計）
| 男子團體 - 0086男團（李詩琦） - AB6IX（田雄 · 金東賢 · 朴佑鎭 · 李大輝） - A.C.E（金柄官 · Chan） - B.A.P（劉永才) - Block B（安宰孝） - BNF（Habin） - 少年共和國（成俊） - BTOB（李旼赫 · Peniel） - CRAVITY（ALLEN） - D1CE（禹眞榮） - GIDONGDAE（李基遠） - Golden Child（裴勝民） - Highlight（尹斗俊 · 梁耀燮 · 李起光 · 孫東雲） - HOTSHOT（河成雲） - MADTOWN（H.O） - Monsta X（Shownu） - MYNAME（金世容） - ONEUS（RAVN） - ONF（U） - Pentagon（Hui · Yuto · Kino） - Purple Rain（鄭光現） - R1SE（周震南） - U-KISS（申秀鉉） - VERIVERY（金勇勝） - VICTON（鄭秀彬） - WEi（姜錫華） - YOUNITE（宋炯錫 · 林敬紋） - ZE:A（河旼佑） | 女子團體 - ADYA （尹彩银） - After School（萊娜） - AOA（申智珉） - Apink（朴初瓏 · 尹普美） - APRIL（李娜恩） - BONUSbaby（崔玟熙） - EVERGLOW（Aisha） - EXID（哈妮 · 正花） - FANATICS（度伊 · Sika · 允惠） - Favorite（Seoyeon） - fromis 9（朴池原 · 李采映） - H1-KEY（Yel） - Kep1er（坂本舞白） - KISS OF LIFE（NATTY） - LIGHTSUM（金池按） - Lovelyz（鄭叡仁） - MOMOLAND（Daisy） - NATURE（Loha） - PLAYBACK、THE PINK LADY（黃友琳） - STAYC（朴蒔恩 · J） - THE9（孔雪兒） - tripleS（李知禹） - woo!ah!（Lucy） - COLOR（崔文美秀） - UNIS（方允河） - SAY MY NAME（尹升注） |

| SOLO歌手 - G.NA - 孝琳 - Ivy - 請夏 - 孝敏 - CL - Maydoni - 朴草娥 - 鄭有智 - 劉永才 - 姚偉濤 - 陳芳語 - 李彩演 | 演員 - 安孝燮 - 安攸娜（Ahn Yuna） - 金亨奎 - 金宣兒 - 金志洙 - 金栽經 - Lena - 羅海嶺 - 羅人友 - 朴含 - 宋枝恩 - 徐銀教 - 表藝珍 - 宋妍霏 - Minami Riho - 尹㷂穦 |

其他
| - 趙光旻 - 趙榮旻 - 鄭智妍 - 鄭棋釋 - 金慧潾 - 金慧琳 - 李妍炅 - 李隣夏 | - 李怺晙 - 文太垠 - 朴海潾 - 藝珍 - 韓率 - 王家妤 - 金允熙 - Kim JeongWoo（2019-2021） - 刘傅杰 |

節目
- 《熱血男兒》（林代憲）
- 《SIXTEEN》（宋敏英）
- 《偶像學校》（金恩潔 · 金恩書）
- 《青春有你》、《BOYS PLANET》（文鄴辰）
- 《PRODUCE X 101》（黃金率 · Steven Kim）
- 《創造營2020》（崔文美秀/Mei）
- 《Girls Planet 999》（李妍炅 · 崔文美秀/Mei)
- 《LOUD》（林敬紋）
- 《A2K》（Gina De Bosschère）
- 《Nizi Project Season 2》（三浦颯大 · 稲垣太地 · 藤牧大雅）

## JYP Nation

### 音樂作品
- This Christmas（2010年12月1日）
- JYP NATION KOREA 2014 'ONE MIC'（2014年12月9日）
- JYP NATION ENCORE（2016年7月25日）

### JYP NATION 演唱會
| 日期                          | 舉辦城市                    | 舉行地點                       |                             |
| JYP NATION 2010 "TEAM PLAY"   | JYP NATION 2010 "TEAM PLAY" | JYP NATION 2010 "TEAM PLAY"    | JYP NATION 2010 "TEAM PLAY" |
| ----------------------------- | --------------------------- | ------------------------------ | --------------------------- |
| 2010年12月24日                | 首爾                        | 首爾奧林匹克體操競技場         |                             |
| JYP NATION 2011               |                             |                                |                             |
| 2011年8月17日-18日            | 埼玉                        | 埼玉超級競技場                 |                             |
| JYP NATION 2012               |                             |                                |                             |
| 2012年8月4日                  | 首爾                        | 首爾奧林匹克體操競技場         |                             |
| 2012年8月18日-19日            | 東京                        | 國立代代木競技場第一體育館     |                             |
| JYP NATION 2014 "ONE MIC"     |                             |                                |                             |
| 2014年8月9日-10日             | 首爾                        | 首爾蠶室體育館                 |                             |
| 2014年8月30日                 | 香港                        | 亞洲國際博覽館                 |                             |
| 2014年9月5日-7日              | 東京                        | 國立代代木競技場第一體育館     |                             |
| 2014年12月13日                | 曼谷                        | Impact Arena,Muang Thong Thani |                             |
| JYP NATION 2016 "Mix & Match" |                             |                                |                             |
| 2016年8月6日-7日              | 首爾                        | 首爾蠶室體育館                 |                             |
| 2016年9月2日-4日              | 東京                        | 國立代代木競技場第一體育館     |                             |

### 電影
- 2015年：《握緊你的手》
- 2019年：《朝鮮花美男（朝鲜语：기방도령）》

### 電視劇
- 2011年: KBS2《夢想起飛Dream High》
- 2012年: KBS2《夢想起飛Dream High2》
- 2017年: JTBC《The Package》
- 2018年: JTBC《第3種魅力》（與Imagine Asia共同製作）
- 2019年: JTBC《巧克力》

### 網路劇
- 2015年:《Dream Knight》(由旗下男團GOT7、旗下女演員宋昰昀主演)
- 2016年:《觸碰你》（NAVER tvcast播出）
- 2016年:《浪漫老闆》（與H2 Entertainment、BISTAR&Elephant Image Film共同製作）
- 2017年:《魔術學校》（JTBC網路劇）

### 音樂劇
- 2019年:《雙城記》(A Tale of Two Cities)（與HANDA Production共同製作。2月26日至5月19日在首爾江南區KwangLim藝術中心BBCH Hall公演）

### 綜藝節目
- 2017年：K-STAR《2PM Wild Beat》（與iHQ共同製作）
- 2018年：JYP PICTURES官方Youtube頻道《四方旅行：西澳洲篇》（演出：裴智煥(攝影師)、金明勛(歌手Ulala Session)、Kebee(歌手Eluphant)、朴珪瑛(演員)、鄭乾柱(演員)）
- 2018年：JYP PICTURES官方Youtube頻道《四方旅行夏日休假：智異山篇》（演出：裴智煥(攝影師)、俞彩蓮(模特)、柳承秀(演員)、鄭乾柱(演員)）
- 2018年：JYP PICTURES官方Youtube頻道《四方旅行：新加坡篇》（演出：裴智煥(攝影師)、李廷鎮(演員)、柳承秀(演員)、Eluphant、李歐艾琳(李惠敏，Nine Muses前成員E U Erine)、姜勛(演員)）
- 2019年：Mnet《超級實習生》
- 2019年：JYP PICTURES官方Youtube頻道《四方旅行：南法篇 （页面存档备份，存于）》（演出：朴珪瑛(演員)、金志珉(演員)）
- 2019年：JYP PICTURES官方Youtube頻道《四方旅行：西班牙篇（页面存档备份，存于）》（演出：尹博(演員)、辛睿恩(演員)、姜勛(演員)）
- 2019年：JYP PICTURES官方Youtube頻道《四方旅行：馬爾代夫篇（页面存档备份，存于）》（演出：尼坤(歌手)2PM成員、灿盛(歌手)2PM成員、鄭乾柱(演員)）
- 2020年—2022年（更新中）：TWICE官方Youtube頻道 （页面存档备份，存于）《Time To TWICE （页面存档备份，存于）》(演出：TWICE全员）

### 出道實境節目
- 2008年：Mnet《熱血男兒》（男團 2PM、2AM）
- 2015年：Mnet《SIXTEEN》（女團 TWICE）
- 2017年：Mnet《Stray Kids》（男團 Stray Kids）
- 2020年：Hulu《Nizi Project》（女團 NiziU）
- 2021年：SBS《LOUD》（男團 KickFlip ）
- 2023年：YouTube《A2K》（女團 VCHA）
- 2023年：Hulu《Nizi Project Season 2》（男團 NEXZ）

### 遊戲
- 消消乐遊戲TWICE -GO! GO! Fightin' （页面存档备份，存于）
- 節奏遊戲SuperStar JYPnation

## 外部連結
| JYP娛樂 - 官方网站（）（中文）（英文）（日語） - JYP娛樂的X（前Twitter） - JYP娛樂的Facebook專頁 - JYP娛樂的Instagram帳戶 - JYP娛樂的新浪微博 - YouTube上的JYP娛樂頻道 - JYP娛樂的哔哩哔哩个人空间 - JYP娛樂 VLive（页面存档备份，存于） | JYP演員 - JYP演員的X（前Twitter） - JYP演員的Facebook專頁 - JYP演員的Instagram帳戶 - JYP ACTORS VLive（页面存档备份，存于） JYP選秀 - JYP選秀的Facebook專頁 泛領文化 - 泛領文化的新浪微博 |